# Лисак, Эрих
Эрих Лисак (хорв. Erih Lisak; 29 января 1912, Загреб — октябрь 1946, там же) — хорватский политик, деятель движения усташей, полковник Хорватского домобранства во время Второй мировой войны.

## Биография
Родился в Загребе 29 января 1912 года. Отец — Франьо Лисак, мать — Мария Лисак (Хабиянич). Окончил гимназию в Загребе и поступил на медицинский факультет, но из-за политической деятельности бросил учёбу в июле 1933 года и эмигрировал в Италию. Находился в усташском лагере Вискетто, отвечал за службу здравоохранения. 13 мая 1941 года Лисак вернулся уже в Независимое государство Хорватия, сопровождая жену поглавника Анте Павелича и ребёнка из Флоренции. 6 июня был вместе с Павеличем удостоен аудиенции у Адольфа Гитлера.
С мая по август 1941 года — уполномоченный по общественному порядку и безопасности Министерства внутренних дел НГХ. В конце июня 1941 года произведён в усташские капитаны (сотники). С августа 1942 года по октябрь 1943 года возглавлял Отдел наблюдения при командовании усташскими вооружёнными силами. С начала сентября по ноябрь 1944 года главный директор Главного управления общественного порядка и безопасности спецслужбы GRAVSIGUR. Государственный секретарь Министерства внутренних дел до мая 1945 года. Дослужился до звания полковника.
Лисак подписывал приказы о репрессиях, арестах, ссылках в концлагеря НГХ и расстрелах. В мае 1945 года сбежал в Австрию, где укрывался до сентября. 15 сентября 1945 года тайно через Триест перебрался в Югославию, чтобы примкнуть к движению крижарей, но был пойман спецслужбами Югославии через десять дней на Вочарской улице. При нём был обнаружен флакон с ядом, который Лисак не успел принять.
В сентябре и октябре 1946 года Эрих Лисак представал перед судом вместе с Алоизие Степинацем и был приговорён к смерти через повешение. После оглашения приговора Лисак затеял истерику, выкрикивая усташские лозунги в сочетании с фразой «Слава свободной Хорватии». Повешен в октябре 1946 года. Не был женат, детей не было.